# Rue-des-Berceaux Military Cemetery
Rue-des-Berceaux Military Cemetery is een Britse militaire begraafplaats met gesneuvelden uit de Eerste Wereldoorlog gelegen in de plaats Richebourg-l'Avoué in de gemeente Richebourg in het Franse departement Pas-de-Calais. De begraafplaats ligt 900 m ten zuiden van het centrum van Richebourg, in  het gehucht Richebourg-l'Avoué. Ze werd ontworpen door Charles Holden en wordt onderhouden door de Commonwealth War Graves Commission. Het terrein heeft een lange rechthoekige vorm met een oppervlakte van ongeveer 2.515 m² en is omgeven door een natuurstenen muur. De toegang is een natuurstenen poortgebouw met rondboog ingangen onder een tentdak met natuurstenen daktegels. Het Cross of Sacrifice staat achteraan tegen de zuidelijke muur.
Er liggen 470 doden begraven.

## Geschiedenis
De begraafplaats werd gestart in januari 1915 en gebruikt tot februari 1917. In april 1918 werden hier twee Duitse soldaten begraven en in september 1918 werden nog 45 Britten bijgezet. Na de wapenstilstand werden nog doden begraven die afkomstig waren uit de omgevende slagvelden en enkele kleinere ontruimde begraafplaatsen. Deze waren: Albert Road Cemetery, Edward Road Cemetery No.1 en Edward Road Cemetery No.5 in Richebourg-l'Avoué en Edgware Road Cemetery in Neuve-Chapelle. 

## Graven
Nu liggen er 465 Britten (waaronder 223 niet geïdentificeerde), 2 Indiërs en 3 Duitsers begraven. Voor 3 Britten werden Special Memorials opgericht omdat zij oorspronkelijk begraven waren in Edgware Road Cemetery maar waar hun graven door artillerievuur vernietigd werden.

### Onderscheiden militairen
- David Coley Young, luitenant-kolonel bij de 4th Gurkha Rifles Commanding 1st Bn. werd onderscheiden met de Albert Medal (AM).
- P. C. Eliott Lockhart, luitenant-kolonel bij de Queen Victoria's Own Corps of Guides Infantry (F.F.) (Lumsden's) werd onderscheiden met de Distinguished Service Order (DSO).
- William Hardinge Colvin Edwards, kapitein bij de Black Watch (Royal Highlanders) werd onderscheiden met het Military Cross (MC).
- T.C. Buck, sergeant bij de Coldstream Guards en H. James, kanonnier bij de Royal Field Artillery werden onderscheiden met de Distinguished Conduct Medal (DCM).

### Minderjarige militair
- G.T. Johnson, soldaat bij het North Staffordshire Regiment was 17 jaar toen hij op 8 oktober 1915 sneuvelde.

### Alias
- soldaat Edward Ruane diende onder het alias Edward Convoy bij de Irish Guards.